# Pectinia teres
Pectinia teres är en korallart som beskrevs av Nemenzo 1981. Pectinia teres ingår i släktet Pectinia och familjen Pectiniidae. IUCN kategoriserar arten globalt som nära hotad. Inga underarter finns listade i Catalogue of Life.